# 哈维·温斯坦性侵事件

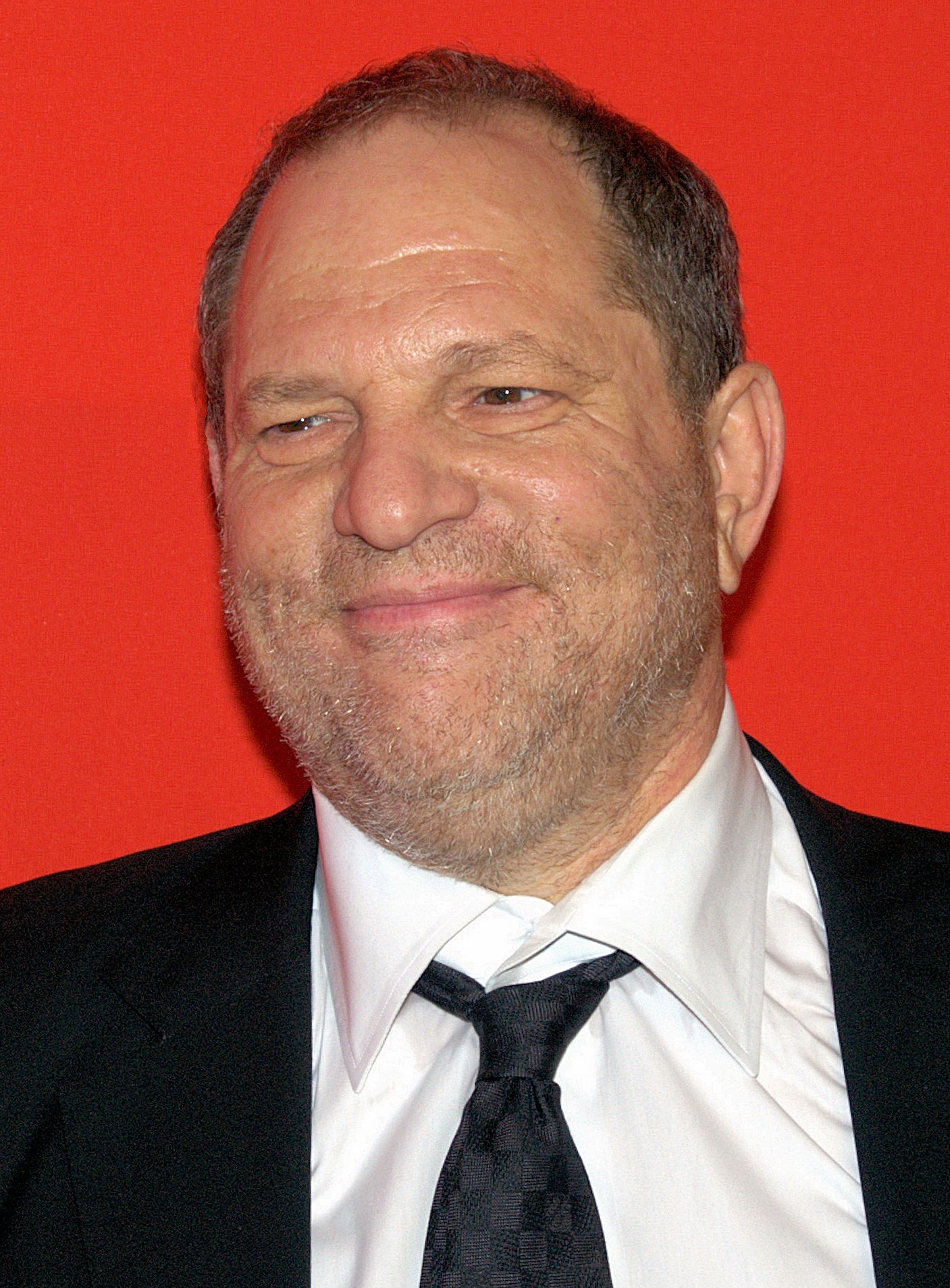
韦恩斯坦，摄于2010年。

2017年10月《纽约时报》和《纽约客》报道数十名女性声称遭到米拉麥克斯影業和韦恩斯坦电影公司联合创办人、电影制作人哈维·韦恩斯坦性骚扰、性侵。好莱坞的其他女性也表示与韦恩斯坦有过类似的经历，但韦恩斯特否认有非自愿性行为。之后不久，韦恩斯坦被他的公司和美国电影艺术与科学学院除名，妻子乔治娜·查普曼宣布與其离婚，而其支持过的政坛名人亦表示譴責。

## 背景
哈维·溫斯坦和弟弟鲍勃·溫斯坦创办电影制作公司米拉麦克斯影业，并从1979年到2005年掌管该公司。后来在2005年3月，兄弟俩创办「溫斯坦电影公司」，同年9月离开米拉麦克斯。
多年来，好莱坞坊间传言溫斯坦曾令女星“陪睡”，当时许多娱乐明星有过相关的暗示。
1998年，格温妮丝·帕特罗在《大卫·莱特曼秀》称溫斯坦“会强迫你做一两件事”。
2005年，寇特妮·洛芙在一次采访告诫年轻女演员：“如果哈维·溫斯坦请你去四季参加私人派对，别去。”
2010年，《Pajiba》刊发题为《哈维的女孩们》（Harvey's Girls）的文章，暗讽溫斯坦的“陪睡”名声：“每隔几年，哈维都会选一位女孩当他的宠物。”
2012年电视连续剧《我为喜剧狂》有角色道：“影藝圈裡面我誰都不怕! 譬如哈维·溫斯坦，他五次想跟我上床，我拒絕了三次!。”
在2013年奥斯卡典礼上，主持塞思·麦克法兰宣布最佳女配角提名时开玩笑称：“恭喜，你们五位女士再也不用假装和哈维·溫斯坦有交集了。”2015年，Gawker作家乔丹·萨金特（Jordan Sargent）撰文《告诉我们你知道多少哈维·溫斯坦的公开秘密》（"Tell Us What You Know About Harvey Weinstein's 'Open Secret"）指出：“这位有权有势的制片人运用他在行业中的权力实行自愿性或其他的性满足，旨在对秘密的交谈和乌烟瘴气的八卦博客评论帖保持神秘感和狭隘感。”
2015年，《纽约时报》报道溫斯坦因被“22岁女性指控不当接触她”而被警方问话。这位女性是意大利模特安布拉·古铁雷斯，美国小报把她标榜为机会主义者和敲诈者，把她和意大利前总理西尔维奥·贝卢斯科尼臭名昭著的性交派对联系起来。最终，因缺乏证据，曼哈顿地区检察官小赛勒斯·万斯没有提起控告。

## 公开
2017年10月5日，《纽约时报》记者乔迪·坎托尔和梅根·吐赫率先披露溫斯坦大量不轨行为。报道指控，三十年来，溫斯坦性骚扰米拉麦克斯和溫斯坦电影公司的女制片助理、临时工和其他雇员，并和她们达成八项补偿协议。
2017年10月10日，NBC新闻记者罗南·法罗在《纽约客》杂志继续指控溫斯坦性侵犯或骚扰13名女性，其中3名遭到强奸。法罗称，数月前他想在NBC上公开这些消息，但电视台受到压力，不愿出版，对此NBC予以否认。他表示，16名和溫斯坦有联络的前任或现任高管和助理声称，曾目睹或被告知溫斯坦对女性实施非自愿性行为。四名演员转述了她们的怀疑，称抵抗了溫斯坦的进犯并向他抱怨后，他便把她们踢出项目，或是说服其他人给他侵犯。法罗的一些消息人士指出，溫斯特曾在媒体上提到过自己捧红亲信很成功。《纽约客》还公开了纽约警方2015年的一份笔录，当中溫斯特承认吃了安布拉·古铁雷斯（Ambra Gutierrez）豆腐。

## 出面指控的受害者
《纽约时报》和《纽约客》发表文章后，娱乐界多位女性也对韦恩斯坦作出类似的指控。据她们所说，韦恩斯坦会以探讨职业做借口，邀请年轻的女演员或模特儿进入酒店房间或办公室，要求她们按摩或性交。韦恩斯坦之前的同事和合作伙伴告诉记者，这些活动中介安排那些会面的雇员、同事接受性行為，並提出补偿和威胁，律师和宣传人员則负责压制之後可能出現的控诉。
声称遭到韦恩斯坦性骚扰或侵犯的女性有：
- 安伯尔·安德森（Amber Anderson），演员[17]
- 吕塞特·安东尼（英语：Lysette Anthony），演员[18]
- 艾莎·阿基多，演员、导演[13]
- 羅珊娜·艾奎特，演员[13]
- 杰西卡·巴斯（英语：Jessica Barth），演员[13]
- 凱特·貝琴薩，演员[19]
- 佐伊·布洛克（Zoë Brock），模特[20]
- 胡斯·宾迪（Juls Bindi），按摩治疗师[17]
- 丽萨·坎贝尔（英语：Liza Campbell），编剧、演员[21]
- 梅丽莎·高兰（英语：Marisa Coughlan），编剧、演员[22]
- 愛瑪·迪·可力，演员[13]
- 弗洛朗斯·达雷尔（英语：Florence Darel），演员[23]
- 卡拉·迪樂芬妮，演员、模特[24]
- 朱莉安娜·德·宝拉（Juliana De Paula），模特[25]
- 索菲·迪克斯（英语：Sophie Dix），演员[26]
- 道恩·唐宁（Dawn Dunning），演员[27]
- 琳娜·埃斯科（英语：Lina Esco），演员、导演[28]
- 爱丽丝·埃文斯（英语：Alice Evans），演员[29]
- 露西娅·埃文斯（Lucia Evans），原名露西亚·斯托尔（Lucia Stoller），演员[13]
- 安吉·埃弗哈特（英语：Angie Everhart），模特、演员[30]
- 克萊兒·馥蘭妮，演员[31]
- 蕾夢娜·葛瑞，演员[32]
- 露易丝·盖斯（Louisette Geiss），编剧、演员[21]
- 露易丝·戈德堡（Louise Godbold），非营利组织主管[21]
- 茱蒂·歌德雷契（英语：Judith Godrèche），演员[27]
- 特里什·戈夫（英语：Trish Goff），前模特、演员、房地产经纪[33]
- 海瑟·葛拉罕，演员[34]
- 伊娃·格蓮，演员[35]
- 安布拉·古铁雷斯（Ambra Gutierrez），原名安布拉·巴蒂拉纳（Ambra Battilana），模特[12]
- 咪咪·海雷伊（Mimi Halei），前制片助理[36]
- 琳娜·海蒂，演员[37]
- 劳伦·霍莉（英语：Lauren Holly），演员[38]
- 杰西卡·海恩斯（英语：Jessica Hynes），演员[39]
- 多米尼克·惠特（Dominique Huett），演员[40]
- 安吉丽娜·朱莉，演员、导演[27]
- 艾希莉·賈德，演员[12]
- 敏卡·凯利，演员[41]
- 凯瑟琳·肯德尔（Katherine Kendall），演员[27]
- 希瑟·凯尔（Heather Kerr），演员[42][43]
- 米雅·柯許納，演员[44]
- 麦琳·克拉斯（英语：Myleene Klass），歌手和模特[12]
- 劳拉·麦登（Laura Madden），韦恩斯坦雇员[21]
- 娜塔莎·迈尔兹，演员[45]
- 布丽特·马林（英语：Brit Marling），演员[46]
- 莎拉·安·马塞斯（Sarah Ann Masse），演员、笑星、编剧[21]
- 蘿絲·麥高文，演员[12]
- 娜塔莉·门多萨（英语：Natalie Mendoza），演员[47]
- 凯娅·马蒂斯图莱泽（Katya Mtsitouridze），电视主持人、俄罗斯电影机构Roskino（英语：Roskino）主管[48]
- 艾蜜丽·内斯托（Emily Nestor），韦恩斯坦员工[21]
- 詹妮弗·席贝尔·纽苏（英语：Jennifer Siebel Newsom），纪录片制作人、演员[49]
- 康妮·尼尔森，演员[50]
- 露皮塔·尼永奥，演员[51]
- 劳伦·奥康纳（Lauren O'Connor），前雇员[52]
- 格温妮丝·帕特罗，演员[27]
- 萨曼莎·潘娜格罗索（Samantha Panagrosso），前模特[53]
- 塞尔达·帕金斯（Zelda Perkins），韦恩斯坦员工[21]
- 武秋芳（Vu Thu Phuong），演员、商人[54]
- 莎拉·波莉，演员、编剧、导演[55]
- 托蜜-安·罗伯特（Tomi-Ann Roberts），心理学教授[27]
- 丽莎·罗斯（Lisa Rose），米拉麦克斯员工[56]
- 艾丽卡·罗森鲍姆（Erika Rosenbaum），演员[57]
- 梅丽莎·赛格米勒（英语：Melissa Sagemiller），演员[58]
- 蕾雅·瑟杜，演员[59]
- 劳伦·西万（Lauren Sivan），记者[60]
- 切尔西·斯基摩尔（Chelsea Skidmore），演员、笑星[61]
- 米拉·索维诺，演员[13]
- 塔拉·苏博科夫（英语：Tara Subkoff），演员[12]
- 宝拉·沃卓维亚克（Paula Wachowiak），韦恩斯坦员工[62]
- 宝拉·威廉姆斯（Paula Williams），演员[63]
- 辛·楊，演员[64]

- 莎瑪·海耶克[65]
- 鄔瑪·舒曼
- 莎莉·賽隆

《纽约时报》引述安东尼、阿基多、埃文斯、麦高恩和一位不愿透露姓名的女性指控韦恩斯坦强奸、性骚扰和性侵犯。

## 韦恩斯坦回应
韦恩斯坦在回应《纽约时报》文章时表示：“我领悟到以前对同事们做出的行为造成了极大的痛苦，为此我真诚地致歉。”他表示要去休假研究，和治疗师“解决眼下的问题”。咨询律师丽莎·布鲁姆（Lisa Bloom）说他是“老恐龙学习新思维”，但她的辩解遭到韦恩斯坦公司董事会成员的批评后，她于10月7日结束和韦恩斯坦的工作。韦恩斯坦律师查尔斯·哈德（Charles Harder）致函《好莱坞报道者》，称要起诉《纽约时报》。然而到了2017年10月15日，哈德便宣布不再为韦恩斯坦工作。
韦恩斯坦的发言人声明：“韦恩斯坦先生明确否认任何非自愿性性行为的指控。韦恩斯坦先生还证实从未报复任何指控他的女性......韦恩斯坦先生已经开始咨询，听取社群的意见，追求更好的发展道路。韦恩斯坦先生希望如果他得到转变，能获得第二次机会。”

## 各界反应
2017年10月8日，韦恩斯坦电影公司董事会开除了韦恩斯坦。他的妻子乔治娜·查普曼10月10日宣布和韦恩斯坦离婚。包括苹果公司（10月9日）、阿歇特出版公司（10月12日）、亚马逊公司（10月13日）、和Ovation频道（10月25日）在内的多家公司宣布结束和韦恩斯坦公司的合作。10月11日，英国电影和电视艺术学院暂停他的会员资格，其后美国电影艺术与科学学院在10月14日开除韦恩斯坦。（第二位被開除者，第一位是因為涉嫌侵害著作權而於2004年的卡爾麥·卡里迪，日後還有兩位也因為涉嫌性侵害而被開除）在声明中，学院表示此举“传达了我们产业對性掠夺行为和办公室骚扰的故意无视和可耻串通已终结”。法国总统埃马纽埃尔·马克龙启动程序剥夺韦恩斯坦荣誉军团勋章。
韦恩斯坦此前支持过的政治家把他的捐款给了慈善机构，其中有民主党参议员艾尔·弗兰肯、帕特里克·莱希和马丁·海因里希。娱乐界和政界知名人士纷纷谴责韦恩斯坦的行为；希拉里·克林顿与巴拉克和米歇尔·奥巴马于10月10日谴责韦恩斯坦被曝光的行为。《卫报》记者萨姆·利文（Sam Levin）和茱莉亚·凯莉·黄（Julia Carrie Wong）联系20位和韦恩斯坦共事过的男演员，最初无一置评。两人总结道，在许多知名女士谴责韦恩斯坦的时候，“行业中最引人瞩目的男性却选择沉默”。
纽约市警察局和伦敦警察厅10月12日表示正审查针对韦恩斯坦的指控。英国的调查涉及三名女性的性侵犯申诉，事发于上世纪80年代末、1992年、2010年、2011年和2015年的伦敦。如果韦恩斯坦因迫使露西亚·埃文斯口交在美国遭起诉性侵犯重罪，他可能会面临长达二十五年的监禁，但法律专家认为这项起诉並不明确。
2017年10月16日，美国制片人协会全国理事会投票一致决定开除韦恩斯坦。
2017年10月23日，纽约市司法部长埃里克·施奈德曼对韦恩斯坦电影公司展开民事调查，并针对性骚扰和歧视投诉对其发出记录传票。
纽约州立大学水牛城分校开始撤销韦恩斯坦的荣誉学位，哈佛大学也取消了2014年颁发的W·E·B·杜波依斯奖。
受事件影响，Twitter和Facebook等社交媒体上出现了“#MeToo”主题标签，用以指控性骚扰和性侵犯。该标签此前一直由社运人士塔拉纳·伯克（Tarana Burke）使用，后来女演员艾莉莎·米兰诺鼓励女性利用该标签公开自身经历，表明厌女行为的普遍本质，这个标签由此得到普及。众多名人和普通网民纷纷采用该标签公布他们的经历  。

## 影响
事件在美国立刻引发对性骚扰和性侵犯行为的“全国清算”，这被称为温斯坦效应。加上同年早些时候的其他性骚扰案件，温斯坦的报道和之后的“我也是”标签运动鼓励个人分享他们的性行为不检遭遇，在多个行业引发一连串的指控，美国及世界各地的许多掌权的权贵失势下台。在娱乐界，指控导致演员和导演的流失，最明显的是演员凯文·史派西、喜剧演员路易·C·K和电影制片人布莱特·拉特纳之后因至少六项指控而取消项目。200多位女性指控制片人詹姆斯·托巴克性骚扰。迪士尼首席创意官约翰·拉塞特在承认不当行为后向迪士尼辞职。新闻界方面，指控导致编辑、出版商、高管和主持人失势。而在其他行业，名厨约翰·贝什和负责财务及公关的其他高管也被免职。

### 國際社會
“#MeToo”運動通過亞洲，歐洲，拉丁美洲和北美洲的社交媒體傳播到其他國家和語言。
“#MeToo”运动通过社交媒体传播到其他国家和语言。针对英国多名政治家的指控引发公众丑闻，导致三名官员辞职或停职。在加拿大，喜剧节创办人吉尔伯特·罗松辞职，另有十多人指控魁北克电台主持人埃里克·萨尔瓦尔性行为不当。
美国新闻工作者在全国公共广播电台的谈话中写道，一连串的指控犹如社会对待性犯罪行为的倾覆点，有别于之前性犯罪行为的公众辩论中，公众信赖名人的指控，现在反而相信普通人的指控。温斯坦效应是2017年1月反对美国总统唐纳德·特朗普在《走进好莱坞》的下流录影的女性大游行的延续。其他记者相信这种趋势会持续。

## 法律追溯
2020年1月，位於曼哈頓下城的紐約州最高法院開庭審理哈维·温斯坦的性侵案件。歷經6週庭審、6名女性出庭作證，2月24日判決結果出爐，哈維溫斯坦三級強姦、一級不法性行為罪名成立，另3項罪名不成立，包括一級強姦與最重可判無期徒刑的掠奪性性侵（predatory sexual assault）。全案仍可上訴。
除此之外，哈维·温斯坦仍需面對其他訴訟，包含洛杉磯檢方以性犯罪罪名起訴，指控他2013年2月強暴、性侵兩名女子。

## 另見
- 吉米·薩維爾

- 羅傑·艾爾斯，在23名婦女被指控性騷擾後，他於2016年7月辭職。[102]